# ヘルガ・マストホフ
ヘルガ・マストホフ（Helga Masthoff, 1941年11月11日 - ）は、ドイツ・エッセン出身の女子テニス選手。1970年の全仏オープン女子シングルス準優勝者。1960年代から1970年代にかけて、旧西ドイツを代表する女子選手として活動した。旧姓「ヘルガ・ニーセン」（Helga Niessen）といい、1970年全仏準優勝当時はこの名前であったが、結婚後は夫の姓のみを用いて「ヘルガ・マストホフ」と名乗った。彼女は身長184cmほどの長身選手で、全仏オープンをはじめ、赤土のクレーコートを最も得意にした。

## 経歴
ヘルガ・ニーセンは10歳の時から、エッセンの名門テニスクラブ「グリューンワイス・クレー・テニスクラブ」（ドイツ語：Tennis-Club Grün-Weiß Kray）でテニスを始めた。彼女の競技経歴開始は比較的遅く、1963年に21歳でウィンブルドン選手権と全米選手権にデビューし、1965年から女子テニス国別対抗戦・フェデレーションカップの西ドイツ代表選手に選ばれた。フェデレーションカップは1963年に第1回の競技大会が行われ、ニーセンは第3回大会から西ドイツを担う選手になる。代表入りの翌年、彼女は1966年に西ドイツを初めての決勝戦に導いたが、チームはアメリカに0勝3敗で敗れ、ニーセンは第1試合でジュリー・ヘルドマンに 6-4, 5-7, 1-6 で敗れた。2年後の1968年、ニーセンはアマチュアテニス選手としてメキシコ五輪の「公開競技」に参加し、女子シングルス・女子ダブルスの2部門で金メダルを獲得した。この当時、テニスはまだオリンピック競技から除外されており、メキシコ五輪では一時的な非公式競技として「公開競技」（Demonstration）と「エキシビション」（Exhibition）に分かれて実施された。（オリンピックテニス競技を参照のこと。）ニーセンが2部門の金メダルを獲得したのは「公開競技」である。シングルスでは、ニーセンは決勝でジェーン・バルトコビッツ（アメリカ、「ピーチズ・バルトコビッツ」の名前でよく知られる）を破り、ダブルスではエダ・ブディングとペアを組んだ。
メキシコ五輪と同じ1968年、テニス界は「オープン化措置」（グランドスラム大会にプロ選手の出場を解禁すること）を実施し、4大大会の名称はそれぞれ全豪オープン・全仏オープン・ウィンブルドン選手権・全米オープンに変更された。ニーセンの1960年代のテニス成績は、1966年フェデレーションカップ準優勝と1968年メキシコ五輪金メダルが際立っているものの、他の大規模な大会での好成績は少なかった。
彼女は1970年代に入ってから、個人戦でも成績を伸ばし始める。1970年の全仏オープンで、ニーセンは初めて4大大会の女子シングルス決勝に進出した。第7シードのニーセンは、準々決勝で第2シードのビリー・ジーン・キング夫人を 2-6, 8-6, 6-1 で破り、波に乗って決勝まで勝ち進んだが、初進出の決勝で第1シードのマーガレット・スミス・コート夫人に 2-6, 4-6 で敗れ、この大会の準優勝者になった。こうしてニーセンは、第2次世界大戦後のドイツ女子テニス界で最初の4大大会女子シングルス決勝進出者になる。全仏オープン準優勝の年は、2度目のフェデレーションカップ準優勝もあり、この決勝で西ドイツはオーストラリアに3戦全敗を喫した。この年までは「ヘルガ・ニーセン」の名前でプレーしたが、1971年から名前を「ヘルガ・マストホフ」に改めた。（全仏オープン抽選表：1970年 → 1971年 を参照のこと。）
1973年、マストホフは全米オープンでイボンヌ・グーラゴング（オーストラリア）との準決勝に進み、全仏オープン以外の4大大会で最高成績を出した。全米オープン4強入りの年、彼女はジャパン・オープンで準優勝したが、日本の決勝戦でもグーラゴングに敗れた。ジャパン・オープンは1972年に創設されたばかりで、マストホフは第2回大会の女子シングルス準優勝者になったのである。1976年全仏オープンで、マストホフはキャスリーン・ハーター（アメリカ）と組んで女子ダブルス決勝に初進出したが、フィオレラ・ボニセジ（ウルグアイ）＆ゲイル・ロベラ（フランス）組に 4-6, 6-1, 3-6 で敗れ、ここでも準優勝に終わった。彼女は1977年までフェデレーションカップの西ドイツ代表選手を務め、13年間で「38勝18敗」（シングルス23勝10敗、ダブルス15勝8敗）の記録を残した。統一ドイツになった今も、マストホフは総計勝利数とダブルス勝利数でチーム歴代1位に立っている。
ヘルガ・マストホフが1979年に競技生活を引退した後、旧西ドイツの女子テニス界からはシルビア・ハニカ、クラウディア・コーデ＝キルシュなどの名選手が登場し、やがて同国最大の女子選手シュテフィ・グラフが世界の頂点に立った。マストホフはその基礎を築いた先駆者として、引退後数多くの表彰を受け、2003年にドイツ・テニス連盟から「ドイツ・テニスのファーストレディ」の称号を授与された。現在はスペインのカナリア諸島で「ヘルガ・マストホフ・パーク・アンド・スポーツ・ホテル」を経営している。